# Renee Goddard
Renee Goddard (geboren am 2. Februar 1923 in Berlin; gestorben am 12. März 2025) war eine deutsch-britische Schauspielerin.

## Leben
Renee Goddard wurde als Renate Scholem geboren. Ihr Vater Werner Scholem stammte aus einer deutsch-jüdischen Familie und wurde Parteiführer der KPD im Reichstag und ihre Mutter Emmy Scholem gehörte ebenfalls der KPD an. Ihr Onkel Gershom Scholem emigrierte 1923 nach Palästina und beteiligte sich an der Gründung der Jerusalemer Universität. Renate Scholem wuchs wegen der akuten Bedrohung ihrer Eltern bei ihren nichtjüdischen Großeltern aus der Arbeiterklasse in Hannover auf. Mit elf Jahren kam Renate Scholem nach England ins Exil und geriet dort auf Umwegen in die Familie von Jonas und Naomi Birnberg, der Schwester von Norman Bentwich, dem ersten Attorney General von Palästina.
In England wurde sie zeitweilig als „Enemy Alien“ im Gefängnis von Holloway und auf der Isle of Man interniert. Später wandte sie sich den kleinen englischen Avantgarde-Bühnen zu. Seit dieser Zeit war sie befreundet mit Peter Zadek.
Nach einer Schauspieler-Karriere – sie spielte u. a. mit Laurence Olivier und Vivien Leigh – wurde sie ab 1964 eine der einflussreichsten Personen für Film und Fernsehen in London und ab 1980 – für Channel 4 UK – in München. Unter anderem war sie beteiligt an der Gründung des European SCRIPT Fund für Projekt- und Drehbuchentwicklung, einem Teil des MEDIA-Programms der Europäischen Union, den sie unter dem Vorsitz von Richard Attenborough, später Lord Attenborough, leitete.
Ihren ersten Ehemann, Gebhard Goldschmidt, hatte sie 1943 in England geheiratet, dieser änderte seinen Nachnamen in Goddard. Diese Ehe endete mit einer Scheidung. Renee Goddard war in zweiter Ehe mit dem Schauspieler Michael Mellinger verheiratet, auch diese wurde geschieden. Gemeinsam hatten sie zwei Kinder. Im Jahr 1964 heiratete sie den Journalisten und Fernseh-Manager Stuart Hood, was wiederum in einer Scheidung mündete. Ihre letzte Ehe ging sie im Jahr 2000 mit dem Wissenschaftler Hanno Fry ein, dieser starb 2019.
Goddard starb im Alter von 102 Jahren, sie hinterließ zwei Töchter und drei Enkelkinder.

## Filmografie
- 1949: Portrait from Life
- 1949: Movie-Go-Round
- 1953: Murder at 3am
- 1956: Dr. Jekyll and Mr. Hyde (Fernsehserie, 2 Folgen)
- 1957: O.S.S. (Fernsehserie, Folge 1x01)
- 1960: Das Haus voller Gäste (Fernsehfilm)
- 1976: The Glittering Prizes (Miniserie)
- 1979: Die Schwestern Brontë (Les Sœurs Brontë)
- 1984: Das Juwel der Krone (The Jewel in the Crown, Miniserie)
- 1984: The Devil’s Lieutenant (Fernsehfilm)
- 1987: Aktenzeichen XY … ungelöst (Fernsehserie, Folge 194)

## Serien
- 1984: The Jewel in the Crown, ITV, Großbritannien

## Dokumentarfilme
- 2008: Manche Toten sind nicht tot – Renee Goddard über ihren Vater, den legendären Sozialisten Werner Scholem, von Alexander Kluge.
- 2014: Zwischen Utopie und Gegenrevolution - ein kurzer Film über das Leben von Emmi und Werner Scholem, von Niels Bolbrinker.